# (14727) Suggs
(14727) Suggs est un astéroïde de la ceinture principale.

## Description
(14727) Suggs est un astéroïde de la ceinture principale. Il fut découvert le 27 février 2000 à Kitt Peak par le projet Spacewatch. Il présente une orbite caractérisée par un demi-grand axe de 2,28 UA, une excentricité de 0,10 et une inclinaison de 3,7° par rapport à l'écliptique.